# 遠離阿雅米
《遠離阿雅米》(阿拉伯语：‎；希伯來語：‎)是2009年由阿拉伯裔和猶太裔共同合作的以色列電影，由出生巴勒斯坦的史干達·卡普提和以色列猶太人亞倫·夏尼共同執導，劇情設定在雅法的一個貧困區域阿雅米，電影中大量使用當地的非職業演員。
該片也代表以色列獲得第82屆奧斯卡金像獎最佳外語片的提名，但最後並未得獎。

## 劇情
分為劇情為五段式，非直線敘事，且同一事件會由不同角色觀點來呈現；電影旁白部分則由擅長畫漫畫的阿拉伯少年納斯里講述。
- 第一章:因為舅舅殺害黑幫人士而造成全家生命受威脅的阿拉伯青年奧瑪(納斯里的哥哥)，必須付出龐大的和解金才能讓對方停止追殺。
- 第二章:非法來到以色列境內打工的巴勒斯坦少年馬列，留在家鄉的媽媽生病需要骨髓移植，但需要龐大的一筆錢。同樣也需要錢來付和解金的奧瑪和馬列意外在死去的賓吉家裡找到一包毒品，他們決定賣掉賺錢時，沒想到交易現場卻有警方埋伏，槍聲響起，而馬列倒地。
- 第三章:弟弟失蹤的猶太警察丹多。
- 第四章:交了猶太女友的賓吉，因為嫌疑犯弟弟的失蹤，而時常遭到警察百般刁難搜查。
- 最終章:瞞著父母和奧瑪交往的基督徒女孩哈蒂只能偷偷約會，父親伊老爹發現後大發雷霆；當伊老爹知道奧瑪和馬列打算販毒時，他要求馬列跟著去但不要碰到毒品，這樣被警方抓到時奧瑪才會被捕入獄，而馬列則會被遣返，如此一來伊老爹才願意幫助馬列母親開刀一事。

## 獎項
- 坎城影展:金攝影機特別獎
- 倫敦影展:最佳影片
- 耶路撒冷影展:最佳劇情長片
- 希臘電影節:最佳編劇、觀眾票選獎
- 以色列金像獎:最佳影片、最佳導演、最佳劇本、最佳音樂、最佳剪輯
- 塞薩洛尼基國際影展:金亞歷山大獎
- 歐洲電影獎:European Film Academy Discovery(提名)
- 奧斯卡金像獎:最佳外語片(提名)